# Кимличка
Кимличка (укр. Кимличка) — село, Кимличанский сельский совет, Липоводолинский район, Сумская область, Украина.
Код КОАТУУ — 5923282201. Население по переписи 2001 года составляло 519 человек.
Является административным центром Кимличанского сельского совета, в который не входят другие населённые пункты.

## Географическое положение
Село Кимличка находится на правом берегу реки Хорол, выше по течению на расстоянии в 3 км расположено село Новосеменовка, ниже по течению на расстоянии в 3 км расположено село Берестовка. Через село проходит балка Гнилой Яр по которому протекает пересыхающий ручей с запрудой. Рядом проходит автомобильная дорога Т-1917.

## История
- Село Кимличка известно с XVIII века.
- Село указано на карте частей Киевского, Черниговского и других наместничеств 1787 года как село Камличка.[2]
- Самый старый документ о Кимличке в Центральном Государственном Историческом Архиве Украины в городе Киеве это исповедная ведомость за 1749 год.[3]

## Экономика
- Молочно-товарные фермы.
- «Кимличанске», ООО.

## Объекты социальной сферы
- Школа I—II ст.

## Известные люди
В селе родился Герой Советского Союза Пётр Мосиенко.